# Insulele Virgine Britanice
Insulele Virgine Britanice (în engleză British Virgin Islands sau BVI) sunt un teritoriu britanic din Marea Caraibelor, cu capitala la Road Town, situat la est de Puerto Rico. Insulele formează arhipelagul Insulelor Virgine, împreună cu Insulele Virgine Americane.

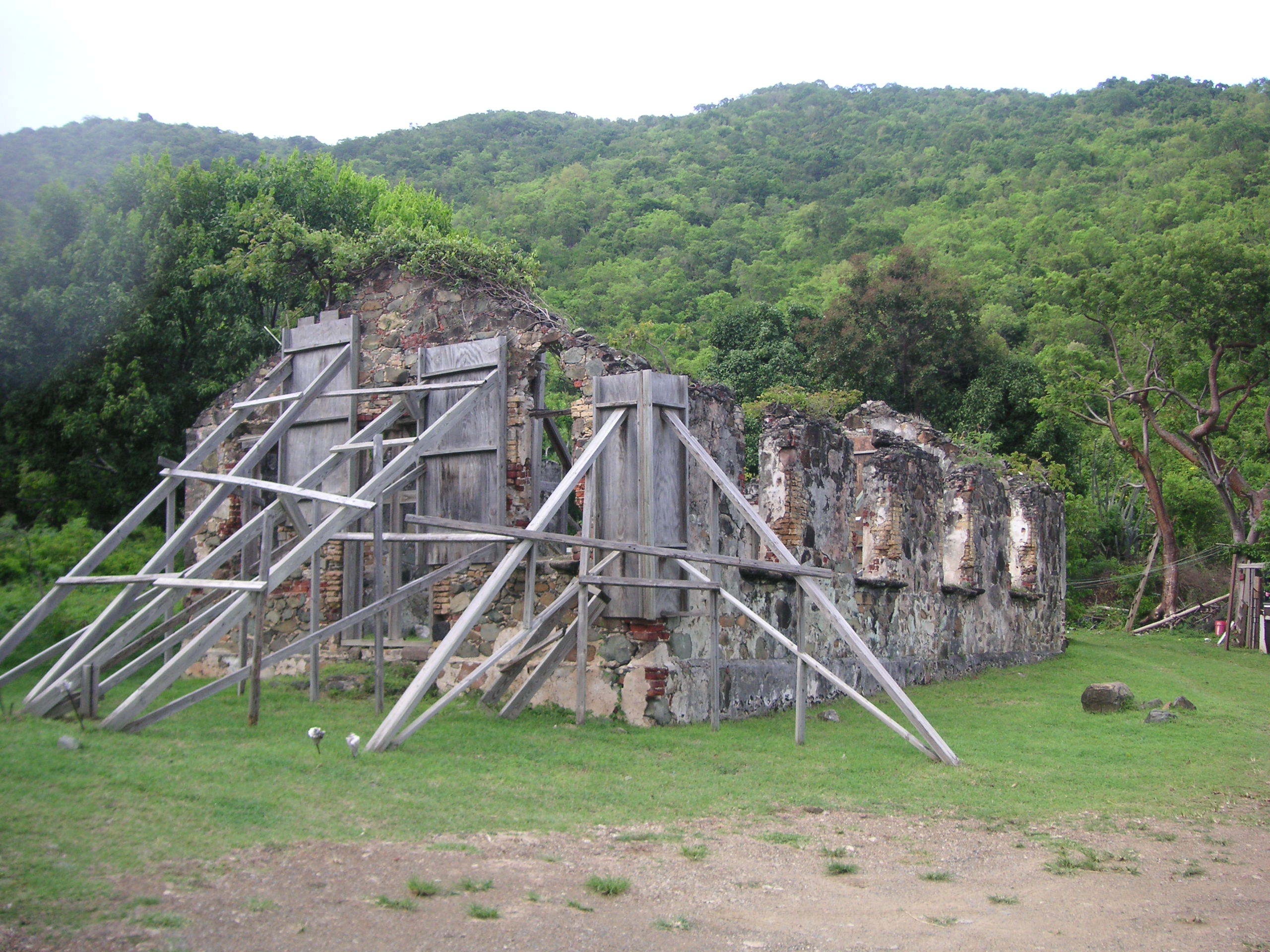
Ruinele Bisericii Sfântul Filip, Tortola, una dintre cele mai importante ruine istorice din zonă.

## Geografia

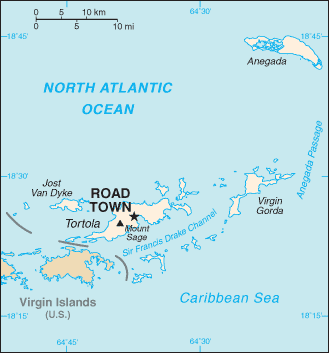
Harta Insulelor Virgine Britanice

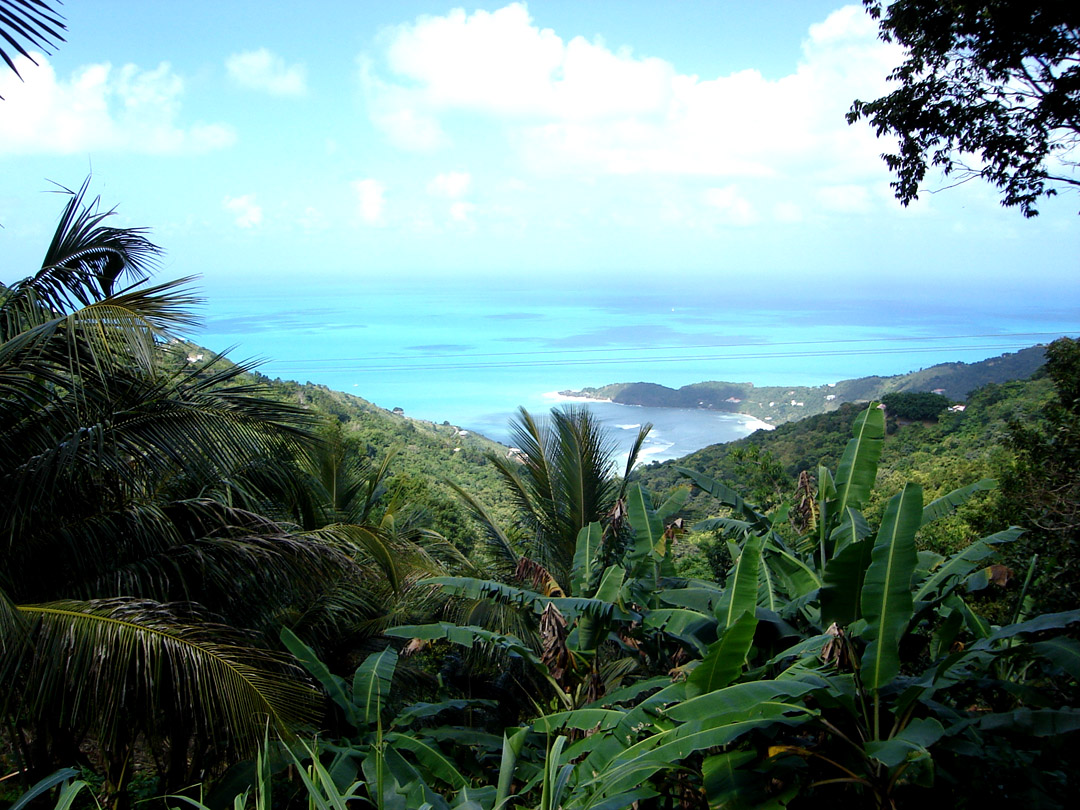
Tortola.

Insulele Virgine Britanice cuprind aproximativ șaizeci de insule, de la cea mai mare, Tortola (20 km lungime și 5 km lățime), unde se află și capitala, Road Town, la insulițe mici și nepopulate.
Pe lângă principalele patru insule (Tortola, Gorda Virgină (Virgin Gorda), Anegada și Jost Van Dyke), alte unsprezece sunt populate, printre care și: Insula Cărnii (Beef Island), Insula Cooper, Insula Ginger, Insula Guana, Insula Norman, Insula Petru (Peter Island), Insula Sării (Salt Island), Insula țânțarilor (Mosquito Island) și alte insule mici, adunate în jurul Canalului Sir Francis Drake.

## Economia

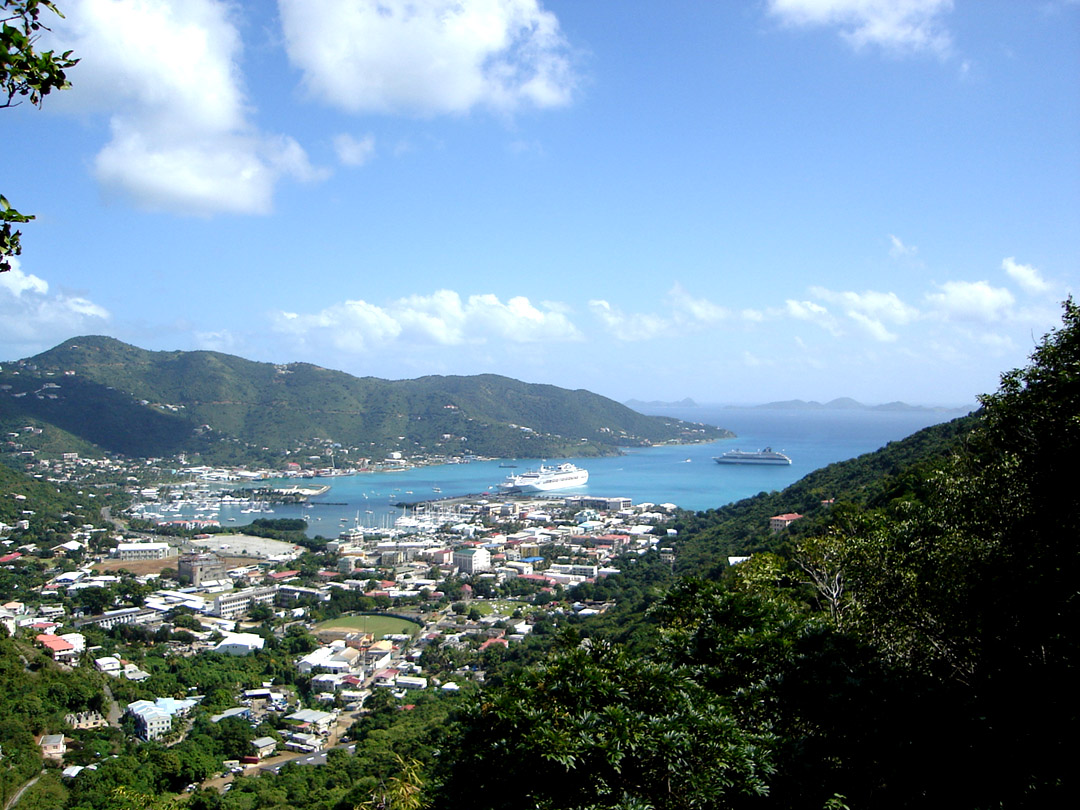
Road Town, Tortola

Ca paradis fiscal, Insulele Virgine Britanice au una dintre cele mai prospere economii din Caraibe, cu PIB de aproximativ $38,500 (2004 est.)
Cei doi "stâlpi" ai economiei sunt turismul (45% din venitul național) și serviciile financiare (52% din venitul total provine din licențele pentru companii străine).
Începând cu 1959, moneda oficială a Insulelor Virgine Britanice a fost dolarul american, folosit și în Insulele Virgine Americane.